# اتحاد سامبو لأرمينيا
اتحاد سامبو في أرمينيا (بالأرمنية: Հայաստանի սամբոյի ֆեդերացիա)‏، هو الهيئة المنظمة للسمبو في أرمينيا، والتي تحكمها اللجنة الأولمبية الأرمينية. يقع مقر الاتحاد في يريفان.

## تاريخ
ويرأس الاتحاد حاليًا الرئيس مايكل هايرابيتيان. ويشرف الاتحاد على تدريب أخصائيي السامبو وينظم مسابقات في أرمينيا وأرتساخ، بما في ذلك مسابقات الشباب. ويشارك رياضيو السامبو الأرمينيون في مختلف مسابقات السامبو الأوروبية والدولية، بما في ذلك بطولات السامبو العالمية وبطولات السامبو الأوروبية. والاتحاد عضو كامل العضوية في الاتحاد الدولي لهواة سامبو والاتحاد الأوروبي لهواة سامبو.

## أنشطة
فاز رياضيو السامبو الأرمينيون بـ 38 ميدالية في البطولة العالمية والأوروبية لعام 2012.
في أكتوبر 2016، شارك الرياضيون في بطولة العالم للسمبو وبطولة العالم للشباب في رومانيا.
في أبريل 2017، أرسل الاتحاد الرياضيين للمشاركة في بطولة سامبو الأوروبية للصغار والفتيات والشباب، التي أقيمت في براغ.
خلال أبريل 2019، فاز الرياضيون الأرمينيون السامبو بـ 16 ميدالية.
وخلال حرب ناغورنو-كاراباخ في عام 2020، نظم الاتحاد الإمدادات لإرسالها إلى أرتساخ.
في أيار/مايو 2021، أرسل الاتحاد 35 رياضيًا للمشاركة في بطولة سامبو الأوروبية التي أقيمت في قبرص. في أكتوبر 2021، تنافس رياضيو سامبو في بطولة العالم للشباب في اليونان، وفازوا بـ 5 ميداليات.

## روابط خارجية
- Sambo Federation of Armenia official website
- Sambo Federation of Armenia on Facebook